# Disco Più
La Disco Più S.r.l. è stata una casa discografica italiana attiva negli anni '70 e '80.

## Storia della Disco Più
La Disco Più è stata fondata nel 1976; la sede dell'etichetta era a Milano, in via Quintiliano 29, e la distribuzione era curata dapprima dalle Messaggerie Musicali e poi dalla Dischi Ricordi.
Nel corso degli anni ha pubblicato dischi di artisti come Le Figlie del Vento o Wess, ottenendo il suo più grande successo di vendita nel 1977 con Ragazzina, di Luca D'Ammonio; ha inoltre anche ottenuto la licenza per la pubblicazione in Italia di dischi esteri, di cui i più noti sono stati i successi della cantante francese Jennifer, esplosa nel 1977 con Do It For Me, o Rough Diamond della svedese Madleen Kane, oltre a qualche 45 giri di Dalida.
Oltre che alla disco music, che è stato il genere che ha pubblicato in misura maggiore, ha anche stampato dischi di cantautori come il piemontese Stefano Testa, o dischi di artisti sperimentali come Doris Norton (la cantante dei Antonius Rex), come La Pentola di Papin con il 33 giri ZERO7.
Il suo catalogo è stato rilevato dalla D.V. More, la casa discografica che l'ha inglobata.

## I dischi pubblicati
Per la datazione ci si basa sull'etichetta del disco, o sul vinile o, infine, sulla copertina, qualora nessuno di questi elementi avesse una datazione, ci si basa sulla numerazione del catalogo, se esistenti, si riportano oltre all'anno il mese e il giorno (quest'ultimo dato si trova, a volte, stampato sul vinile).

### 33 giri
| Numero di catalogo | Anno | Interprete                          | Titoli                                   |
| ------------------ | ---- | ----------------------------------- | ---------------------------------------- |
| DP 39007           | 1977 | Stefano Testa                       | Una vita, una balena bianca e altre cose |
| DP 39011           | 1977 | Fausto Cigliano e Mario Gangi       | Napoli Concerto - Unò... Duè!            |
| DP 39012           | 1977 | Fausto Cigliano e Mario Gangi       | Napoli Concerto - Tarantella!            |
| DP 39013           | 1977 | Jennifer                            | Jennifer                                 |
| DP 39014           | 1978 | Madleen Kane                        | Rough Diamond                            |
| DP 39018           | 1978 | Jennifer                            | Stai con me                              |
| DP 39020           | 1979 | Francesco Currà                     | Flussi e riflussi                        |
| DP 39021           | 1980 | Doris Norton                        | Parapsycho                               |
| DP 39008           | 1977 | Portici, trio di chitarre acustiche | Titolo dell'album: "Portici"             |

### 45 giri
| Numero di catalogo | Anno | Interprete          | Titoli                                                 |
| ------------------ | ---- | ------------------- | ------------------------------------------------------ |
| DPN 7202           | 1976 | Dalida              | Tornerai/Tua moglie                                    |
| DPN 7205           | 1976 | Sciatuni            | Inibizioni/Tornerà                                     |
| DPN 7211           | 1976 | Dalida              | Ciao, come stai?/Il piccolo amore                      |
| DP 21000           | 1977 | Viva la vita        | Aria pulita viva la vita/Concerto per ba               |
| DP 21002           | 1977 | Jean Claude Borelly | Il concerto del mare                                   |
| DP 21005           | 1977 | Jennifer            | Do it for me/Boogie boogie love                        |
| DP 21006           | 1977 | Luca D'Ammonio      | Ragazzina/Oh Caron                                     |
| DP 21007           | 1977 | Bee Zee Band        | Dis Connection/Discolero                               |
| DP 21009           | 1977 | Piergiorgio Maffi   | Il potere dromedario/Cioè                              |
| DP 21011           | 1977 | Alberto Valli       | Incantesimo/Pionieri della felicità                    |
| DP 21012           | 1977 | Stephan Forman      | Il viaggio del nostro primo amore/Tenerezza e melodia  |
| DP 21016           | 1977 | Stefano Testa       | La ballata di Achab/Il dio sulla ferrovia              |
| DP 21017           | 1978 | Dalida              | Remember/18 anni                                       |
| DP 21018           | 1977 | Richie Heinen       | Beach Freak/Funky D.j.                                 |
| DP 21021           | 1977 | Piergiorgio Maffi   | No signora/Donna sua                                   |
| DP 21023           | 1977 | Jennifer            | I lost a dream/Love me tonight                         |
| DP 21026           | 1978 | Theo Vaness         | Back To Music/It's Now Or Never/I Who Have Nothing     |
| DP 21027           | 1978 | Chiara&Bruno        | Insieme/Il blu                                         |
| DP 21028           | 1978 | Marie Laure Sachs   | Shiver/Music In Love                                   |
| DP 21029           | 1978 | Giorgia Lauda       | Mandolino mandolino/Tormento                           |
| DP 21032           | 1978 | The Indians         | Back To Back/If You Find Some Time For Me              |
| DP 21033           | 1978 | Le Figlie del Vento | Mare/Sugli sugli bane bane (disco remix)               |
| DP 21034           | 1978 | Jennifer            | Be with me/Be with me (strumentale)                    |
| DP 21037           | 1979 | Giorgia Lauda       | Dolcissimo/Sulla sabbia                                |
| DP 21041           | 1979 | Agostino Belli      | Fiori e pulcini/Woman                                  |
| DP 21042           | 1979 | Giorgia Lauda       | Come sei bello stasera/Io canto                        |
| DP 21047           | 1980 | Jennifer            | Flash back/Juste une femme                             |
| DP 21052           | 1980 | Jennifer            | Le Film A L'envers/Flash back                          |
| DPN 700            | 1982 | Wess                | L'anima/You're In The Army Now                         |
| DPN 702            | 1982 | Giovanni Nuti       | Ma vai...al mare/Momento zero                          |
| DP 9401            | 1994 | Luca Jurman         | I Can't Help Falling In Love With You/Walla Walla Coco |